# OMS Group
OMS Group è un'azienda metalmeccanica multinazionale italiana del settore dell'imballaggio con sede a Paruzzaro, in provincia di Novara.

## Storia
L'azienda viene fondata nel 1949 da Luigi Cristina e Maurizio Rossi ad Arona. Con il nome Officina Meccanica Sestese, divenuta poi semplicemente OMS. Attualmente ha sede a Paruzzaro. Nata inizialmente come produttrice di macchinari per la movimentazione dei laterizi, è attualmente tra i maggiori produttori al mondo di macchine per l'imballaggio di fine linea: reggiatrici, avvolgitrici ed incapucciatrici. È inoltre produttrice del materiale di consumo utilizzato dalle reggiatrici: la reggetta..

A sinistra Luigi Cristina nel 1975, giorno in cui è stato insignito del titolo di Cavaliere del Lavoro

Nel 2018 è stata inserita nella classifica delle cinquecento aziende italiane che, durante gli anni della grande recessione dei primi anni duemila, hanno aumentato il fatturato di oltre il 30%, posizionandosi al novantottesimo posto..

## Sedi
Il gruppo ha tredici filiali, tre in Italia e altre dieci in Germania, Spagna, Portogallo, Stati Uniti, Russia, Australia, Singapore, Brasile, Thailandia, Maghreb.